# Anima Damnata
Anima Damnata – polski zespół powstały w 1996, grający brutal death metal. Nazwa w języku łacińskim oznacza "Dusza Potępiona".

## Historia
Początki działalności Anima Damnata sięgają końca roku 1996, kiedy to w czteroosobowym składzie powstały pierwsze utwory zupełnie odmienne stylistycznie od prezentowanych obecnie. Niespełna dwa lata później zostało zarejestrowane pierwsze demo, które nigdy nie zostało wydane. Po tym wydarzeniu z zespołu zostają usunięci gitarzysta i basista, gdyż nie potrafili dopasować się do nowego oblicza zespołu. Przez długi czas tylko dwie osoby utrzymywały zespół przy życiu, w tym czasie powstała też większość zupełnie nowych utworów.
Na początku roku 2000 do Anima Damnata dołączył Glaca, wokalista znany min. z nieistniejącego już zespołu Necrophil, kilka miesięcy później brakujący etat gitarzysty uzupełnił Necrosodomic Corpse Molestator, współzałożyciel Devotee. Wreszcie zespół mógł zaprezentować się na koncertach, niestety wciąż bez basisty, ale mimo to występował u boku Hypnos, Devilyn, Damnable orazDisgorge. Po tym, jak doszło do wewnętrznych sporów, formację musiał opuścić Glaca, a jego obowiązki przejął Necrosodomic Corpse Molestator.
W maju 2001 roku do trzyosobowego składu dołącza basista Lupus - Nocturnal Harvester Of Christian Lambs And A Great Messenger Of Subliminal Satanic Messages, udzielający się również w Fortition. Trzy miesiące później A.D. prezentuje się na koncercie z Behemoth i Napalm Death, co pociąga za sobą nagły wzrost zainteresowania ich twórczością. Na początku października 2001 roku zostaje zarejestrowane pierwsze oficjalne wydawnictwo Suicidal Allegiance Upon the Sacrificial Altar of Sublime Evil and Eternal Sin. Materiał ten, rok później zostaje oficjalnie wydany przez Pagan Records jako split z Throneum pod tytułem Gods of Abhorrence. Anima Damnata gra kolejne koncerty, występując u boku Witchmaster, Azarath i Throneum.
Jesienią 2003 roku w Białostockim studio Hertz zostaje zarejestrowany materiał na pierwszy duży album Anima Damnata, zatytułowany Agonizing Journey Through the Burning Universe and Transcendental Ritual of Transfiguration wydany przez Pagan Records. W sierpniu 2004 roku Anima Damnata nagrała MCD pod tytułem Tormenting Pale Flesh of the Syphilic Holy Whore. Podczas sesji nagraniowej Nocturnal Harvester of Christian Lambs and the Great Messenger oraz Subliminal Satanic Messages zdecydowali się na odejście z zespołu, kilka miesięcy później Bestial Crusher of Holy Prophets także podążył swoją ścieżką. Rok 2005 przyniósł wiele problemów związanych z szukaniem wytwórni, miejsca do prób oraz składem. W lutym Necrosadistic Pavulon Injector and Ritual Devourer of Unborn Angelic Flesh dołączył do składu zespołu jako basista i tak powstało The Unholy Trinity - najbardziej potężny skład Anima Damnata. We wrześniu zespół podpisał umowę z kanadyjską wytwórnią Morbid Moon Records, która trzy miesiące później wydała Tormenting Pale Flesh of the Syphilic Holy Whore. We wrześniu 2006 Anima Damnata nagrała drugi album zatytułowany Atrocious Disfigurement of the Redeemer's Corpse at the Graveyard of Humanity. Materiał został wydany poprzez Morbid Moon Records w styczniu 2007 roku.

## Muzycy
Obecny skład zespołu
- Master of Depraved Dreaming and Emperor of the Black Abyss the Great Lord H (Necrolucas) - perkusja (od 1996)
- Necrosodomic Corpse Molestator - wokal, gitara (od 2000)
- Apocalyptic Profanator of the Holy Laws, The Supreme Ruler of Abominations - gitara (od 2013)
- The Mighty Initiatior of Barbarous Rituals, Herald of Heathen Fire - gitara basowa (od 2015)

Byli członkowie zespołu
- Glaca - wokal (2000-2001)
- Bestial Crusher of Holy Prophets (Radosław Wróbel) - gitara (1996-2004)
- Nocturnal Harvester of Christian Lambs and a Great Messenger of Subliminal Satanic Messages (Jan Czerniawski) - gitara basowa (2001-2004)
- Necrosadistic Pavulon Injector and Ritual Devourer of Unborn Angelic Flesh - gitara basowa

## Dyskografia
- Reh (2001, demo, wydanie własne)
- Suicidal Allegiance Upon The Sacrificial Altar Of Sublime Evil And... (2001, demo, wydanie własne)
- Gods of Abhorrence (2002, Pagan Records, split z Throneum)
- Agonizing Journey Through the Burning Universe and Transcendental Ritual of Transfiguration (2003, Pagan Records)
- Tormenting Pale Flesh of the Syphilic Holy Whore (2005, EP, Morbid Moon Records)
- Atrocious Disfigurement of the Redeemer's Corpse at the Graveyard of Humanity (2007, Morbid Moon Records)
- Nefarious Seed Grows to Bring Forth Supremacy of the Beast (2017, Godz ov War Productions)